# 14145 Sciam
14145 Sciam (1998 SE24) là một tiểu hành tinh vành đai chính được phát hiện ngày 17 tháng 9 năm 1998, bởi Ted Bowell ở Đài thiên văn Lowell. Nó được đặt theo tên Scientific American magazine.